# Othon V de Bavière
Otton VII (ou Otton V) surnommé « le Paresseux » (Otto der Faule), né en 1346 et mort le 15 novembre 1379 au château de Wolfstein près de Landshut, est un prince de la maison de Wittelsbach, fils de l'empereur Louis IV et de Marguerite II de Hainaut. 
Avec ses frères aînés, il succéda à son père (1347) en tant que duc de Bavière puis, en 1349, il obtint le territoire de la Haute-Bavière. En 1351, il devint en outre  margrave de Brandebourg puis prince-électeur selon la Bulle d'or de 1356. Il régna aux côtés de son frère Louis VI le Romain jusqu'à la mort de ce dernier, en 1365. En 1373, il renonça au Brandebourg en faveur de l'empereur Charles IV et garda le duché de Bavière-Landshut jusqu'à son décès.

## Biographie
Sixième fils de l'empereur Louis IV (1282–1347), le premier de la dynastie bavaroise des Maison de Wittelsbach, et de sa seconde épouse Marguerite II de Hainaut (1311-1356), Othon n'a qu'un an lorsque son père est mort en 1347. Les fils de Louis IV ont bénéficié de la politique de puissance suivie par leur père : après qu'il s'est largement imposé contre face à son rival Frédéric le Bel de la maison de Habsbourg, Louis IV a acquis la marche de Brandebourg et le comté de Tyrol, ainsi que les comtés de Hollande, Zélande et Hainaut aux Pays-Bas. À sa mort, ses fils héritent d'un grand patrimoine.
Néanmoins, les temps étaient difficiles : la peste noire se répand très vite en Europe, la guerre de Cent Ans faisait rage entre l'Angleterre et la France et la Papauté d'Avignon a affaibli la position de l'Église catholique. En février 1350, enfin, les fils de Louis IV ont dû reconnaître  la succession de Charles de Luxembourg sur le trône du roi des Romains et lui remettre les regalia du Saint-Empire.
Othon grandit aux domaines de sa mère en Hollande, sous la tutelle de son frère Louis V. Peu tard, la guerre des Crochets et des Cabillauds a éclaté dans la région, menée par les partisans de Marguerite et de son fils Guillaume. En décembre 1351, Louis V a remis le Brandebourg à ses frères Louis VI le Romain et Othon, en échange du duché de Haute-Bavière. À partir de 1360, Othon a participé activement au gouvernement de la marche.
Selon des dispositions de la Bulle d'or de 1356, Louis VI et Othon sont devenus princes-électeurs du Saint-Empire. En conflit avec leurs frères bavarois Étienne II et Albert, ils ont conclu un contrat de succession avec l'empereur Charles de Luxembourg en faveur de son fils Venceslas. Après la mort de Louis VI en 1365, Othon se proclama unique souverain du Brandebourg. L'année suivante, le 19 mars 1366 à Prague, il épouse Catherine de Luxembourg (1342-1395), la deuxième fille de Charles et veuve du duc Rodolphe IV d'Autriche. Le même jour, la sœur de Catherine, Élisabeth, épousa le duc Albert III d'Autriche.
Othon et Catherine restent sans enfants. La mariée continua à loger à la cour de Prague, lorsque son mari néglige les affaires gouvernementales en Brandebourg et préfère se préoccuper de divertissements. En 1367, il mit en gage l'ancienne marche de Lusace (Basse-Lusace à l'empereur Charles IV ; un an plus tard, il a vendu la ville de Wałcz (Deutsch Krone) au roi Casimir III de Pologne. En outre, il était en conflit avec les ducs voisins de Poméranie, de Mecklembourg et de Saxe-Lauenbourg. C'est tout ça qui suscite le déplaisir de l'empereur : déjà lors du mariage du prince Venceslas et de Jeanne de Wittelsbach en 1370, Charles s'est dit mécontent.
En 1371, l'empereur Charles IV envahit le Brandebourg ; en réponse, Othon s'est allié avec son frère Étienne II de Bavière, les souverains de la maison de Wettin en Misnie et également avec le roi Louis Ier de Hongrie. À la suite de deux années de conflits armés, Charles s'impose après avoir arrangé le mariage de son fils Sigismond et de la fille de Louis Ier, Marie Ire de Hongrie. Othon consent, par le traité de Fürstenwalde, de céder la marche de Brandebourg moyennant la somme de 500 000 florins d'or. Il abdique et se retire en Bavière. C'est ainsi que le Brandebourg revient à Venceslas, le fils de Charles IV. Toutefois, Othon conservera la dignité électorale jusqu'à sa mort, notamment à l'élection de Venceslas en tant que roi des Romains le 10 juin 1376.
En Bavière, Othon bénéficiant de bonnes conditions financières est reconnu comme coseigneur par son frère le duc Étienne II. À la mort d'Étienne en 1375, Othon a partagé le pouvoir avec ses trois neveux et il dirigeait le duché de Bavière-Landshut (Basse-Bavière) en commun avec le duc Frédéric. Il meurt au château de Wolfstein près de Landshut, sa dépouille repose dans l'abbaye de Seligenthal.